# باسانو دل غرابا

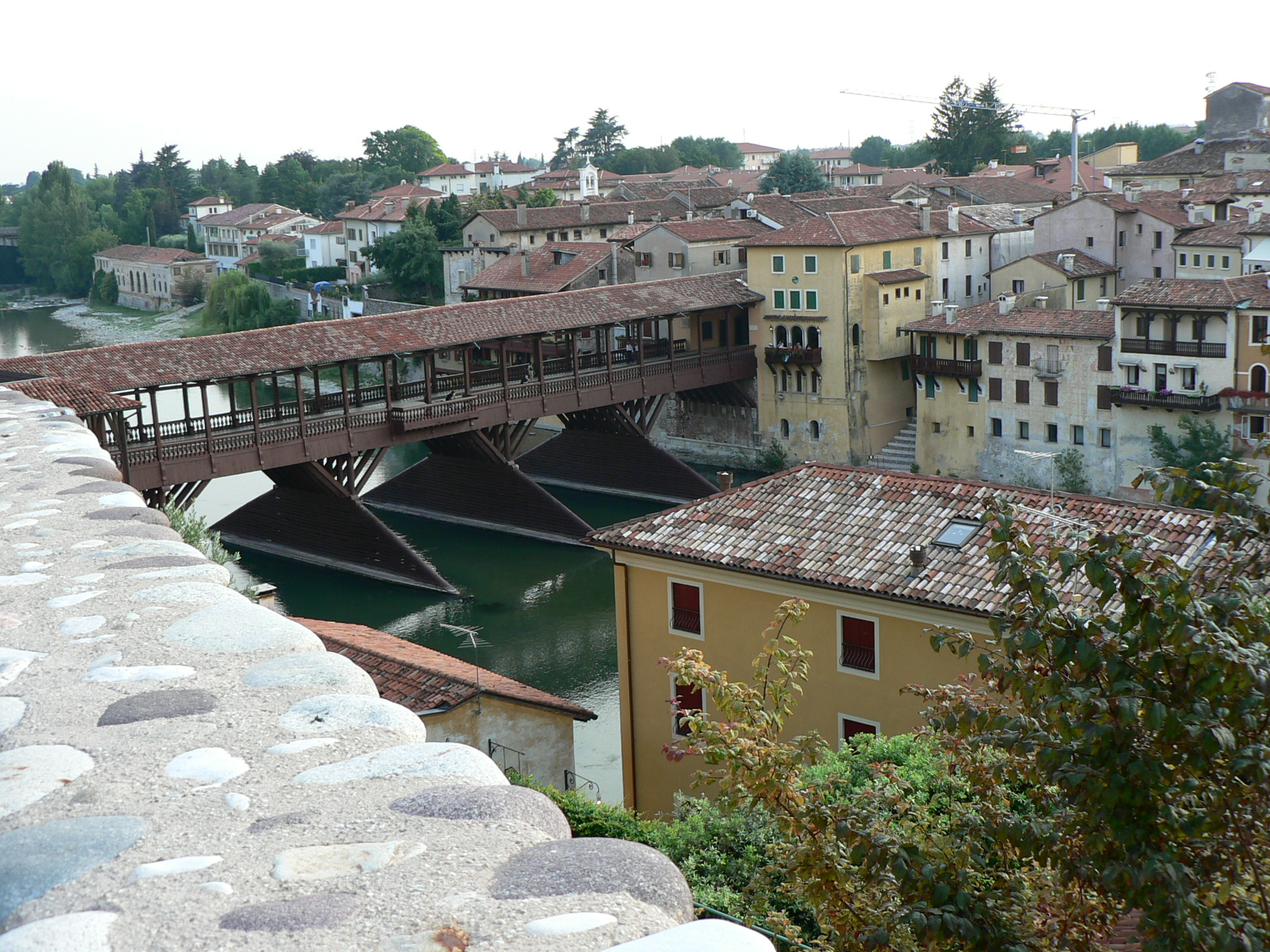
بسانو دل غرابا

Bassano del Grappa  باسانو دل غرابا، مدينة في شمال إيطاليا في مقاطعة فيتشنزا ضمن منطقة إقليم فينيتو.
الفنان ياكوبو باسانو ولد وعمل وتوفي في باسانو واعتبرت لقب له. كما تشتهر باسانو دل غرابا بروح غرابا.

## السكان
في سنة 1871 بلغ عدد السكان 15٬284 نسمة، وتطور العدد ليصل في سنة 2011 لـ 42٬984 نسمة.
يظهر هذا المخطط البياني تطور النمو السكاني لـ باسانو دل غرابا

## التاريخ

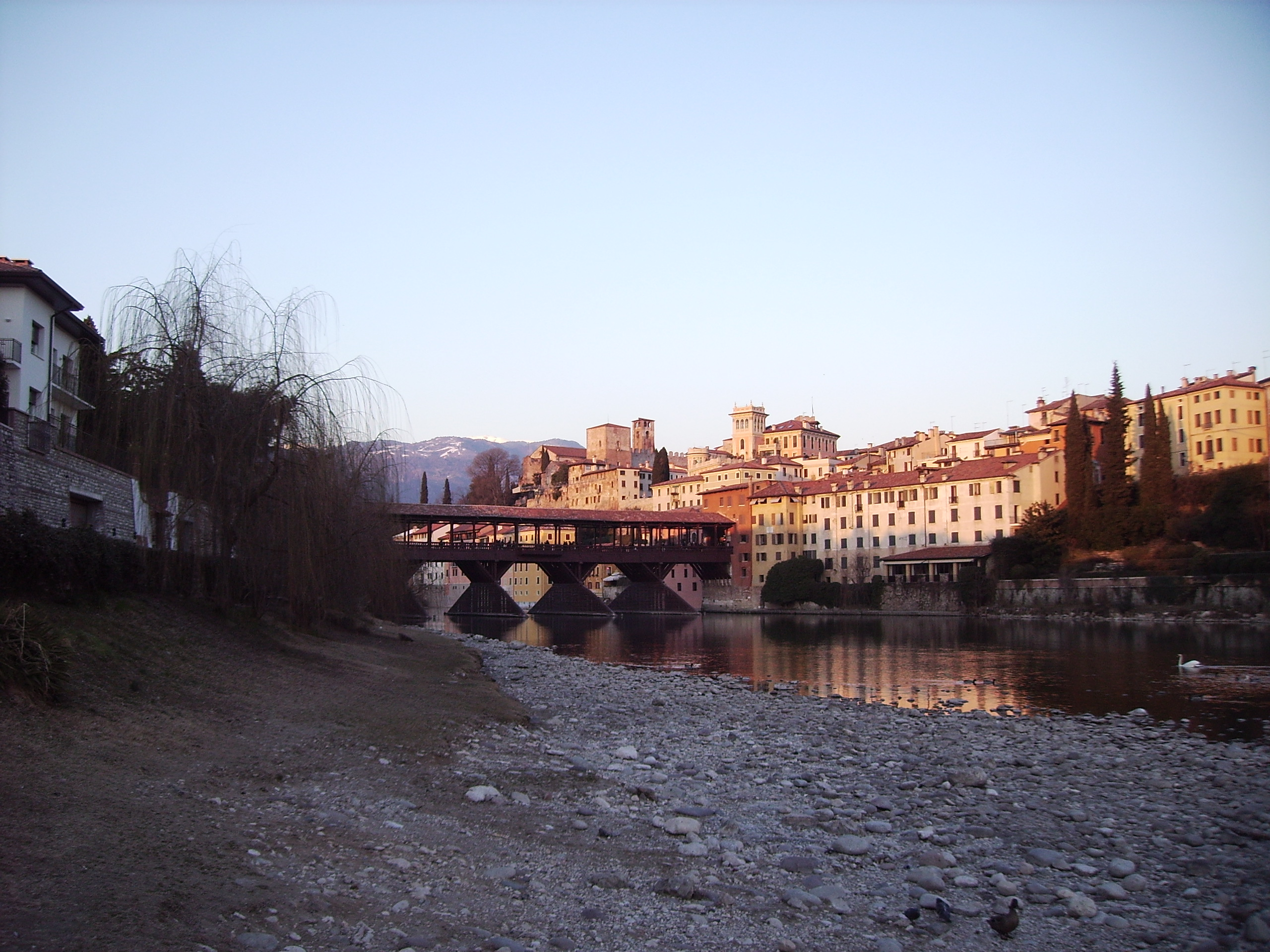
بسانو دل غرابا

يعود تأسيس المدينة إلى القرن الثاني قبل الميلاد من قبل روماني يدعى باسيانوس، أول خبر وجود المدينة في القرون الوسطى يعود إلى عام 998، بينما القلعة تذكرت اولا في 1150. في عام 1175 غزتهافيتشنزا، ولكن المدينة حافظت نوع من الحكم الذاتي كالبلدية حرة في القرن الثالث عشر أيضا، عندما كان في ظل الاسرة إزيلينوس.
في عام 1368 حصلت عليها عائلة فيسكونتي من ميلانو، ثم جمهورية البندقية عام 1404 : الأخير لم يغير إدارة المدينة، مما منع فرض كابتن اختاره مجلس شيوخ البندقية. أصبحت المدينة مركزا مزدهرا في لإنتاج الصوف والحرير والحديد والنحاس وخاصة الخزف ؛ في الثامن عشر أصبحت مشهورة في أوروبا بصفة خاصة خاصة بوجود لوحات ريمونديني.
أثناء حروب الثورة الفرنسية كانت المدينة مسرحا لمعركة باسانو. ضمت في عام 1815 إلى مملكة لومبارديا فينيتو، وأصبحت جزءا من مملكة إيطاليا الموحدة في عام 1866.
خلال الحرب العالمية الأولى كانت باسانو في منطقة الجبهة وتوقفت جميع الانشطة الصناعية. في الحرب العالمية الثانية بعد الهدنة مع إيطاليا، غزتها المدينة القوات الألمانية وقد اودى ذلك بحياة العديد من سكانها أو تهجيرهم.

## توأمة
لباسانو دل غرابا اتفاقيات توأمة مع كل من:
- لامبيدوزا ولينوزا
- مولآكر
- فوارون
- ستوكهولم
- بيليغرا

## أعلام
- أندريا باسكولون
- تيتو غوبي
- مانويل بوارو
- فيديريكو ماركيتي
- ميكي بياسيون